# Vilan, Helsingfors
För andra betydelser, se Vilan (olika betydelser).
Vilan, finska: Leposaari, är en ö i Finland. Den ligger i Finska viken och i kommunen Helsingfors i den ekonomiska regionen  Helsingfors i landskapet Nyland, i den södra delen av landet. Ön ligger nära Helsingfors.
Öns area är 1,25 kvadratkilometer och dess största längd är 1,8 kilometer i öst-västlig riktning. Ön höjer sig omkring 15 meter över havsytan.